# وزارت مدیریت شهری (ژاپن پیشامدرن)
وزارت مدیریت شهری یا جیبو-شو (به ژاپنی: 治部省, Jibu-shō)، (به معنای دقیق کلمه، اداره امور حکومتی) یکی از هشت وزارتخانه دربار امپراتوری ژاپن و بخشی از دولت ژاپن در قرن هشتم دربار امپراتوری در کیوتو بود، و گاهی به عنوان «وزارت کشور» شناخته می‌شود.